# Salix floridana
Salix floridana är en videväxtart som beskrevs av Alvin Wentworth Chapman. Salix floridana ingår i släktet viden, och familjen videväxter. IUCN kategoriserar arten globalt som sårbar. Inga underarter finns listade i Catalogue of Life.